# Stepan Kaczała
Stepan Kaczała (ukr. Степа́н Кача́ла) lub Stefan Kaczała (ukr. Стефа́н Кача́ла), pol. Stefan Kaczała lub Szczepan Kaczała (ur. w 1815 w Firlejowie, zm. 10 listopada 1888 w Szelpakach) – ksiądz greckokatolicki, pisarz, ukraiński działacz społeczny i polityczny, poseł na Sejm Krajowy Galicji i do austriackiej Rady Państwa.

## Życiorys
Ukończył gimnazjum w Brzeżanach, następnie greckokatolickie seminarium duchowne we Lwowie. W 1842 został wyświęcony na księdza. Od 1842 do 1844 administrowała parafią gr.-kat. w Płotyczy w pow. brzeżańskim. Następnie administrator (1845) i proboszcz parafii (1846–1852) w Skorykach, w pow. zbaraskim oraz proboszcz parafii w Szelpakach w pow. zbaraskim (1852–1888). W latach 1859–1868 był dziekanem dekanatu w Zbarażu.
Od czasów Wiosny Ludów brał aktywny w życiu społecznym i politycznym społeczności ruskiej (ukraińskiej) Galicji. Był współtwórcą, a następnie działaczem Głównej Rady Ruskiej (Головна Руська Рада) we Lwowie oraz stowarzyszenia literacko-naukowego Halicko-Ruskiej Macierzy (Галицько-Руська матиця). Założyciel towarzystw oświatowo-kulturalnych „Narodnyj Dim” (Народний дім) i „Proswita” (Просвіта). W latach 70. XIX wieku przyczynił się do założenia, a następnie w szerokim zakresie uczestniczył w działalności Towarzystwa Naukowego im. Szewczenki i Ruskiego Towarzystwa Pedagogicznego. W 1885 uczestniczył w powołaniu politycznej reprezentacji ukraińskiej w Galicji pod nazwą "Narodna Rada". Członek oddziału tarnopolsko-zbaraskiego Galicyjskiego Towarzystwa Gospodarskiego we Lwowie (1868-1883)
Członek Rady Powiatu (1867–1880) i członek Wydziału Powiatu (1867–1877) w Zbarażu, wybrany z grupy gmin wiejskich. Poseł na Sejmu Krajowego Galicji I kadencji (15 kwietnia 1861 – 4 lutego 1867), III kadencji (20 sierpnia 1870 – 26 kwietnia 1876), IV kadencji (8 sierpnia 1877 – 21 października 1882) i V kadencji (15 września 1883 – 11 listopada 1888), wybieranym w IV kurii (gmin wiejskich), w okręgu wyborczym nr 39 Zbaraż – Medyń. W sejmie był rzecznikiem interesów ukraińskich grup ludowych. Początkowo był zwolennikiem dialogu polsko-ukraińskiego. Jak pisały we wspomnieniach pośmiertnych zgodnie polskie gazety lwowskie, będąc zwolennikiem federalistycznego ustroju państwa w 1872 występował ostro przeciwko wprowadzeniu idei bezpośrednich wyborów do austriackiej Rady Państwa, widząc w tym przejaw jego centralizacji. To stanowisko spowodowało, iż zaczęli go zwalczać radykalni starorusini zwani świętojurcami, a z kolei Polacy doprowadzili do jego wyboru do Rady Państwa w okręgu tarnowskim. Później z powodu nieugiętej postawy zajmowanej przez konserwatystów, głównie podolaków wobec postulatów ukraińskich i jego stanowisko zmieniało się w kierunku bardzo ostrej oceny polskich rządów w Galicji, które oskarżał o dyskryminowanie żywiołu ukraińskiego. W latach 1883–1888 był prezesem Klubu Ruskiego (Руськiй клуб) w Sejmie.
Poseł do austriackiej Rady Państwa V kadencji (4 listopada 1873 – 22 maja 1879) wybrany w kurii II (gmin miejskich) w okręgu wyborczym nr 4 (Tarnów-Brzesko). W parlamencie austriackim początkowo w 1873 należał do Koła Polskiego w Wiedniu. W kwietniu 1874 wystąpił z niego i był posłem niezależnym.
Autor wielu książek i artykułów, napisał między innymi przeznaczoną dla czytelnika polskiego książkę Polityka Polaków względem Rusi (Lwów, 1879). W swoim testamencie poczynił liczne zapisy na rzecz ukraińskich organizacji kulturalnych i oświatowych w których działał, m.in. 8000 złr. towarzystwu „Proswita”.
Pochowany na cmentarzu parafialnym w Szelpakach.

## Rodzina i życie prywatne
Syn chłopa, mającego gospodarstwo w Firlejowie, pow. Rohatyn. Jego bratem był ks. greckokatolicki Andrij (Andrzej) Kaczała. Ożenił się z Anną Strzelbicką (zm. 1850), z którą miał syna Wołodymyra. Dziadek doktora Kyryła Studynśkiego.